# Eryngium heterophyllum
Eryngium heterophyllum es una especie de planta medicinal perteneciente a la familia Apiaceae. Es originaria de México  

## Descripción
Son hierbas que alcanzan un tamaño de 40 cm a 1 m de altura. Las hojas son ásperas, rígidas, espinosas y con los bordes y nervios de color blanco. Las flores son unas esterillas verdes.

## Distribución y hábitat
Originaria de México, está presente en climas secos, semisecos y templados, entre 1900 y los 2750 m s. n. m. Crece en terrenos de cultivo abandonados, de riego o temporal. Asociada a vegetación perturbada de matorral xerófilo, pastizal, bosques de encino y de pino.

## Propiedades
A esta planta que se le conoce como hierba del sapo, entre otros nombres, se le utiliza con frecuencia contra el mal de orín, ingiriendo la infusión hecha con toda la planta, (Michoacán), o cocida con hojas de manzanita (Arctostaphylos pungens); se toma como agua de uso (Aguascalientes) o mezclada con gobernadora (Larrea tridentata), se le agrega jugo de limón, y se bebe todos los días, cuando hay problemas en riñones y afecciones del hígado, (estado de Hidalgo).
Con frecuencia se usa contra la tos, para lo cual, se recomienda preparar un té que se toma tres veces al día. Se puede beber el cocimiento de toda la planta junto con la hierba del zorrillo (Chenopodium graveolens).
Asimismo, tradicionalmente se usa este cocimiento contra la bilis, la diarrea, el dolor de estómago, las fiebres, los golpes, los padecimientos pulmonares y de vejiga, la tos ferina y la colelitiasis (cálculos biliares); además se puede aplicar con lienzos sobre las hinchazones producidas por golpes, Cuando éstas son corporales, se usa en vaporizaciones (frotando el agua producto de la cocción sobre la parte hinchada y cubriéndola con un trapo), durante varios días.
Para aliviar los cólicos de las mujeres en la etapa menstrual se prepara un té con la planta, agregando hojas de guapilla (Hechtia glomerata) y manzanita, el cual se toma cuatro veces, una cada tercer día, después de haber empezado la regla, por la noche.

### Estudios sobre la planta
Debido al uso creciente de la hierba en extractos etanólicos como remedio ante diversos padecimientos, se han hecho estudios científicos en instituciones como la Universidad Nacional Autónoma de México y la Universidad Autónoma de Nuevo León, y estudios libres por parte de Erick Estrada en el Programa Universitario de Plantas Medicinales de la Universidad Autónoma Chapingo. De estas últimas no existen reportes farmacológicos o clínicos que puedan comprobar la efectividad que anuncia públicamente, específicamente su acción como hipocolesterolémico en una solución.
En la documentación académica disponible, su acción farmacológica como hipoglucemiante, antiinflamatorio o hipocolesterolémico (reducción de los niveles de colesterol) no ha sido demostrada científicamente.

## Taxonomía
Eryngium heterophyllum fue descrita por George Engelmann y publicado en Memoir of a Tour to Northern Mexico: connected with Col. Doniphan's Expedition in 1846 and 1847 106–107. 1848.
Etimología
Eryngium: nombre genérico que probablemente hace referencia a la palabra que recuerda el erizo: "Erinaceus" (especialmente desde el griego "erungion" = "ción"), sino que también podría derivar de "eruma" (= protección), en referencia a la espinosa hojas de las plantas de este tipo.
heterophyllum: epíteto latíno que significa "con diferentes hojas".
 Sinonimia
- Eryngium altamiranoi Hemsl. & Rose
- Eryngium confusum Hemsl. & Rose
- Eryngium endlichii H.Wolff
- Eryngium medium Hemsl.
- Eryngium wrightii A.Gray[8]